# Erland Van Lidth De Jeude
Erland Philip Peter Van Lidth De Jeude (3 de junio de 1953 – 23 de septiembre de 1987) fue un actor de origen holandés que apareció en algunas producciones de Hollywood en la década de 1980. También se desempeñó como luchador profesional y cantante. Su actuación más recordada fue la del cazador llamado Dynamo en la película The Running Man de Arnold Schwarzenegger. Falleció debido a complicaciones cardíacas en 1987.

## Filmografía
- The Wanderers (1979) - Terror
- Stir Crazy (1980) - Grossberger
- Alone in the Dark (1982) - Ronald 'Fatty' Elster
- The Running Man (1987) - Dynamo